# Finnskogleden
Finnskogleden är en vandringsled i gränslandet mellan Sverige och Norge. Leden, som etablerades 1992, utgör en vandring på cirka 240 km genom gränsskogens natur och kultur. Leden börjar i Morokulien vid gränsen mellan Eidskogs kommun i Norge och Eda kommun i Sverige. Leden slutar i Søre Osen, Trysils kommun.
Under vandringen finns övernattningsmöjligheter med jämna mellanrum. Leden korsar riksgränsen vid ett flertal tillfällen och är i Norge markerad med blå färg och i Sverige med orange färg. Södra Finnskogsleden blev 2019 en signaturled, utnämnd av Svenska turistföreningen.